# Col de Fouchy
Le col de Fouchy est un col du massif des Vosges

## Situation
D'une altitude de 606 m, ce col, d'intérêt local, permet le passage entre les vallées du Noirceux, affluent du Giessen et du Rombach, lui même affluent de la Lièpvrette. Il permet de relier dès lors le Val de Villé, via Fouchy sur le versant nord du col, au Val d'Argent, via Rombach-le-Franc sur son versant sud.

## Accès
Venant de Fouchy, village distant de 4,9 km, le col est accessible, par la route départementale (RD) 48.1 relevant du département du Haut-Rhin. Le col est également franchissable par la RD 155 du Bas-Rhin après 4,7 km de montée depuis Rombach-le-Franc.

## Histoire
Les lacets prononcés de ce col ont conduit à l'organisation répétée de courses de cotes et de rallyes automobiles dont le Rallye Alsace-Vosges,.